# 久美濱代官所
久美濱代官所是日本在江戶時代設於現在的京都府京丹後市久美濱町西本町城山地區的久美濱小學校附近的代官所。
久美濱地區在江戶時代初期原本屬於宮津藩領地，在1666年首次成為幕府直轄的天領，最初的代官所設於現在的京都府加佐郡，但此後此地多次在宮津藩領地和天嶺之間變動，最後在1735年再次成為天領時，將代官所的陣屋設於久美濱，因此稱為「久美濱代官所」，最初負責管轄所有位於丹後國及但馬國的幕府直轄領及旗本領地，合計石高達7萬多石。
明治維新後，久美濱代官所於1868年被新政府改設為久美濱縣。